# 普兰日 (上萨瓦省)
普兰日（法語：Pringy，法語發音：[pʁɛ̃ʒi] ⓘ）是法国东南部奥弗涅-罗讷-阿尔卑斯大区上萨瓦省的一个旧市镇，属于阿讷西区。2017年1月1日，普兰日与邻近的4个市镇并入阿讷西。

## 地理
普兰日（45°56'48"N, 6°7'19"E）面积9.06 平方千米，位于法国奥弗涅-罗讷-阿尔卑斯大区上萨瓦省，该省份为法国东部省份，历史上为薩伏依的一部分，北与瑞士接壤，西接安省，南至萨瓦省，东与瑞士和意大利接壤。
与普兰日接壤的市镇（或旧市镇、城区）包括：旧阿讷西、阿尔戈奈、拉巴尔姆德锡兰日、屈瓦、埃帕尼-梅泰西、梅泰西、圣马丹贝勒维。
普兰日的时区为UTC+01:00、UTC+02:00（夏令时）。

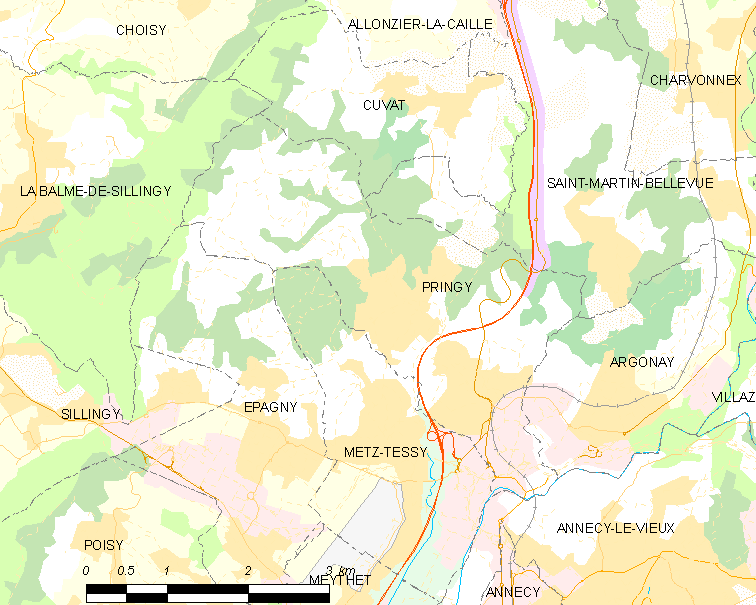
普兰日的OSM定位图

## 行政
普兰日的邮政编码为74370，INSEE市镇编码为74217。

## 政治
普兰日所属的省级选区为阿讷西第三县。

## 人口

1962-2008年间普兰日人口变化图示

普兰日于2018年1月1日时的人口数量为4412人。